# Halowe Mistrzostwa Świata w Łucznictwie 1995
3. Halowe Mistrzostwa Świata w Łucznictwie odbyły się w dniach 27 lutego - 4 marca 1995 w Birmingham w Wielkiej Brytanii. Po raz pierwszy rozegrano zawody drużynowe.

## Reprezentacja Polski seniorów

### łuk klasyczny
- Jacek Gilewski
- Katarzyna Kowalska
- Sławomir Napłoszek
- Joanna Nowicka
- Arkadiusz Ponikowski
- Marta Prus

## Medaliści

### Strzelanie z łuku klasycznego
| Konkurencja:           | Złoto:                                                         | Srebro:                                                                      | Brąz:                                                           |
| indywidualnie kobiet   | Natalia Valeeva                                                | Patricia Michel                                                              | Natalia Nasaridze                                               |
| indywidualnie mężczyzn | Magnus Pettersson                                              | Sébastien Flute                                                              | Fred van Zutphen                                                |
| drużynowo kobiet       | Ukraina · Lena Gerasimenko · Tetjana Muntjan · Natalia Belucha | Rosja · Margarita Galinowskaja · Jelena Tutaczikowa · Nadieżda Badmazyrenowa | Włochy · Franca Milesi · Paola Fantato · Cristina Loriatti      |
| drużynowo mężczyzn     | Stany Zjednoczone · Butch Johnson · Rodney White · Ed Eliason  | Francja · Lionel Torres · Ludovic Cotry · Sébastien Flute                    | Włochy · Alessandro Rivolta · Matteo Bisiani · Calogero Sgarito |

### Strzelanie z łuku bloczkowego
| Konkurencja:           | Złoto:                                                          | Srebro:                                                    | Brąz:                                                          |
| indywidualnie kobiet   | Glenda Doran                                                    | Petra Eriksson                                             | Nichola Simpson                                                |
| indywidualnie mężczyzn | Michael Hendriske                                               | Niels Baldur                                               | Dee Wilde                                                      |
| drużynowo kobiet       | Stany Zjednoczone · Glenda Doran · Inga Low · Angela Moscarelli | Szwecja · Petra Eriksson · Ulrika Sjöwall · Helena Nelsson | Włochy · Assunta Atorino · Fabiola Palazzini · Carmen Ceriotti |
| drużynowo mężczyzn     | Stany Zjednoczone · Michael Hendriksen · Dee Wilde · Reo Wilde  | Dania · Neils Baldur · Jakob Bæk · Tom Henriksen           | Włochy · Mario Ruele · Marco Plebani · Pietro Carollo          |

## Klasyfikacja medalowa
| Lp. | Państwo           | Złoto | Srebro | Brąz | Razem |
| 1.  | Stany Zjednoczone | 5     | 0      | 1    | 6     |
| 2.  | Szwecja           | 1     | 2      | 0    | 3     |
| 3.  | Mołdawia          | 1     | 0      | 0    | 1     |
| 3.  | Ukraina           | 1     | 0      | 0    | 1     |
| 5.  | Francja           | 0     | 3      | 0    | 3     |
| 6.  | Dania             | 0     | 2      | 0    | 2     |
| 7.  | Rosja             | 0     | 1      | 0    | 1     |
| 8.  | Włochy            | 0     | 0      | 4    | 4     |
| 9.  | Holandia          | 0     | 0      | 1    | 1     |
| 9.  | Turcja            | 0     | 0      | 1    | 1     |
| 9.  | Wielka Brytania   | 0     | 0      | 1    | 1     |